# Lars Blume
Lars Vilhelm Blume, född 4 juni 1873 i Laxarby församling, Älvsborgs län, död 29 april 1967, var en svensk ingenjör och industriman.
Blume utexaminerades från Kungliga Tekniska högskolan med inriktning på elektroteknik år 1894. Efter praktik bland annat i USA, Storbritannien och Tyskland anställdes han 1899 vid Asea i Västerås, där han 1903 blev chef för elektromekaniska avdelningen. 1910–1925 var han chef för AB Arboga Mekaniska Verkstad och 1925–1941 VD för Luth & Roséns Elektriska AB, liksom chef för Elektriska AB Chr Bergh & Co i Svalöv. Blume var styrelseledamot i ett flertal industriföretag, i Sveriges verkstadsförening, Sveriges maskinindustriförening och i Föreningen för elektricitetens rationella användning (FERA).